# 林祖赓
林祖赓（1934年—），男，福建泉州人，中国物理化学家，曾任厦门大学校长、教授、博士生导师，中国化学会理事。